# 筑波大学筑波キャンパス

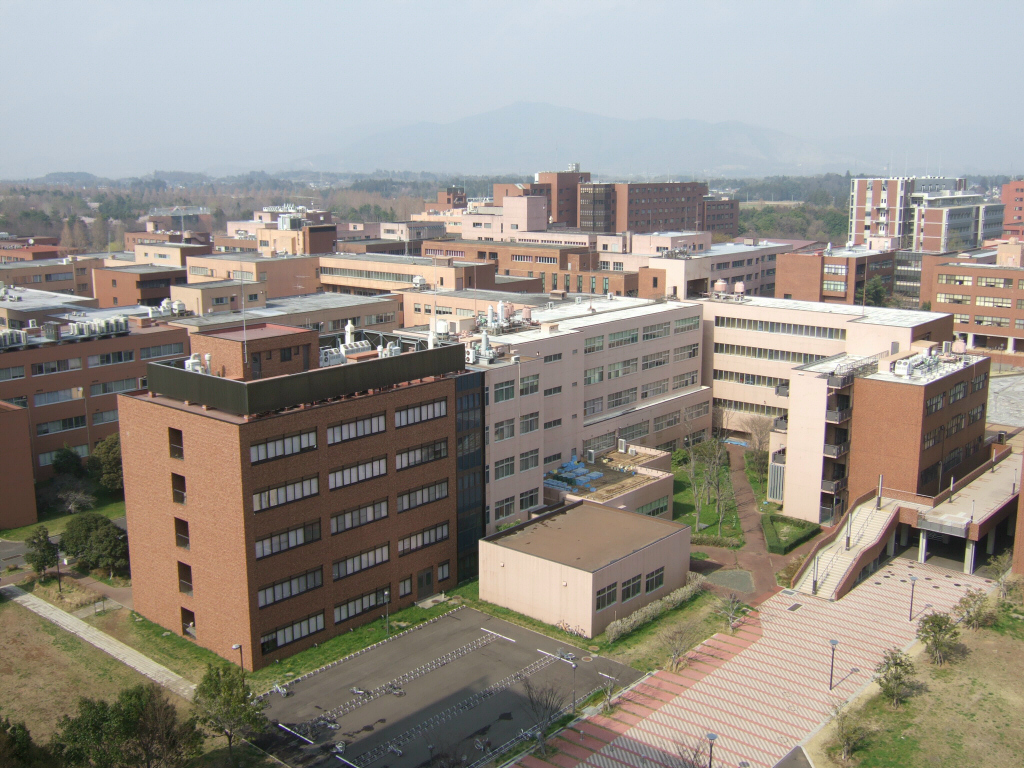
筑波大学筑波キャンパス

筑波大学筑波キャンパス（つくばだいがくつくばキャンパス）は、茨城県つくば市天王台一丁目1番地1に所在する筑波大学のキャンパス。

## 概要

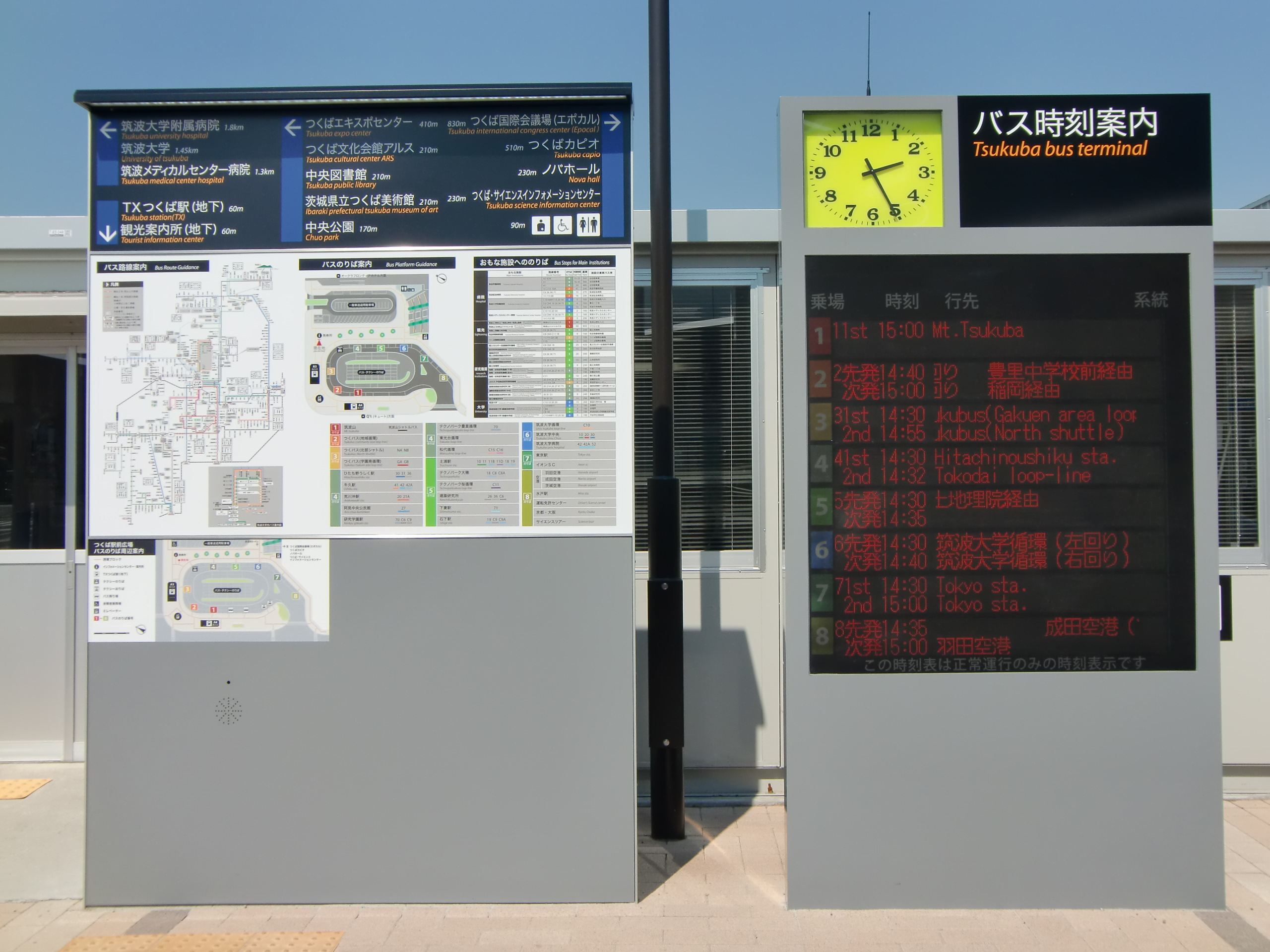
6番のりばの欄に「筑波大学循環」が表示されているつくばセンターバスターミナルの発車標。日中でも10分間隔でキャンパスに乗り入れる。（2011年）

筑波大学の中核施設である筑波キャンパスは、東京の北東約60キロメートル (km)、筑波研究学園都市中心市街地の北方およそ数キロ地点に位置し、南北約4 km、東西約1 km、総面積257ヘクタール (ha) ある。本キャンパスと併せて文教系・建設系の各研究機関が集積し団地化されている。キャンパスは、東・北・中・南・西および春日の6地区に区割りが行われており、さらに単独の建物である「春日プラザ」が加わる。最南端の春日地区（旧図書館情報大学）から一番北に所在する施設までは、直線距離に換算して5キロメートルにもなる。
隣接地に対して開放的に設計されている。周囲を取り囲む塀や柵などを設置しておらず、公道と同じように車道が縦横に通る。面積の広さ故に路線バスが通っており、実に19もの停留所がキャンパス内に設置され、通学など外部とのアクセスのみならず内部の移動手段としても活用されている。

## 歴史

### 建設時の体制
筑波キャンパスの建設や環境整備は、筑波大学の施設部（主に建設・管理を担当）と、それとは独立した施設環境計画チーム（主に企画・計画を担当）によって実施された。日本の国立大学の施設建設は大学の施設部が一元的に行うことが多いが、これとは異なった形態である。
筑波キャンパス建設に関する意思決定機関としては、筑波大学開学以前に前身の東京教育大学に設置された「筑波新大学開設準備委員会」の下に置かれた「施設専門委員会」が担当した。文部省に設置された「筑波新大学創設準備会」の中の施設部会が審議を担当した。1973年11月の大学開設と同時に、大学に「施設環境委員会」が設置され、翌年には「施設環境計画審議会」となり、建設時の中核的な役割を果たした。
施設環境計画チームは、筑波大学の建設が実質的に決定された1971年8月に発足した。メンバーは東京教育大学の専門分野の教官、大学施設部のスタッフおよび文部省教育施設部工営課のスタッフであった。メンバーは最多時期で10名程度の少人数であった。

### 現在の形態になるまで
筑波キャンパスが現在のような規模になったのは、1982年頃である。筑波大学の開学当初（1974年）は、学生数・教職員数・学部数ともに小規模であったが、おおよそ10年かけて現在と同程度の規模に拡大した。以下、この最初の10年間の沿革について述べる。
1973年度以前
1970年8月に、キャンパスの最北端に、最初の建物である「筑波大学建設管理事務所」（現在は取り壊されている）が建設された。この事務所は、建設の前進基地として、調査・測量のためにマスタープランの決定以前に設置されたものである。そのため、その後の本格的建設に支障のないよう、キャンパスの一番奥に設置された。
1973年には体育グラウンドおよび合宿所が完成し、また当面の大学本部となる臨時庁舎が構築された。また、実質的なマスタープランであるTUV2000が決定され、1974年4月の学生受け入れに向け、体育芸術専門学群棟、総合体育館、体芸図書館などが一斉に建設開始となった。
1974年度
1974年度は筑波大学の実質的な開学の年であり、学生数は合計約740名、教職員数は合計約1,200名であった。ほぼ全員の学生に対して、体育芸術専門学群棟などを利用して教育を実施した。当時、研究施設は皆無に等しく、筑波キャンパスにおいてはほとんど研究は行われなかった。
同年度には第一学群、加速器センター、医学学群棟、体育学系棟、自然学系棟、学生宿舎などの建設が開始された。年度後半は、オイルショックによる物価の高騰により、工事は遅延し、建物の質も若干低下せざるを得ない苦境に立たされた。
その他、南地区、体育グラウンド、合宿所などの周辺が整備された。年度半ばには、体芸中央棟、体芸図書館、南地区食堂、総合体育館などの周辺の地区におけるペデストリアンデッキ、駐車場、造園などが完成した。平砂宿舎付近の整備も完成し、宿舎と体芸学群棟を接続する道も舗装された。ループ道路の一部と東大通りからの導入路もほぼ完成した。共同溝の工事は、建物の建設作業に先行して実施された。
1975年度
突然、学生数が約2,100名、教職員数が約3,200名に増加した。これに対応するため、体育科学系棟や第一学群棟、医学専門学群棟、保健管理センター、農林技術センター、自然学系棟などのうち一部を利用可能とした。
新たに建設を開始したのは、附属病院、大学会館、第一学群、第二学群、芸術専門学群、教育関係センター、自然系学系、本部棟、エネルギー・プラント、学生宿舎などの建物である。
1976年度
大学の施設・環境整備はほぼ中盤に差し掛かった。年度初頭には全体の約3分の1程度の施設が利用可能となり、年度末には半分以上の施設が利用可能となった。開学当初より、教育関連施設の建設を研究関連施設の建設より優先先行してきたが、本年度からはようやく研究関連施設（学系・センターなど）の建設を本格的に開始した。
年度当初から第二学群、計算機センター、学生宿舎増設分などが利用可能となり、夏以降には本部棟、芸術専門学群棟、文科系修士棟、外国語センター、教育機器センター、大学会館、附属病院、看護婦宿舎、自然系学系棟などの全部または一部が利用可能となった。ループ道路の中地区、第一学群前庭、平砂学生宿舎中庭、病院前庭も完成した。
同年度では環境整備のための緑化事業も開始された。構内の主要道路の街路樹の植樹などが開始され、キャンパスは突然、緑豊かとなった。
1977年度
年度初頭の完成率は約50%であり、年度末には約65%となった。第三学群棟の約半分、人間系学系棟の約半分、芸術学系棟の全部が完成した。これにより、工学系学系以外の各学系は、一応対応する施設を利用できる状況となった。
その他、研究関連施設として核物性プロジェクト研究棟、国民体力プロジェクト研究棟、農林技術センター、RIセンター、分析センター、工作センター等が完成した。また、教育施設の一部である一般体育館、格技体育館が完成した。宿舎については、一ノ矢地区の一部が完成した。
環境整備については、キャンパス内主要道路の全面整備および約66%の駐車場の整備が完成した。
1978年度
第三学群全体が完成し、これにより教育関連施設についてはほぼ一応の完成となった。研究施設については、工学系学系の一部が完成し、最終完成時の15分の1程度の規模であるが、一応、各学系がそれぞれの対応する施設を持つことになった。生物農林学系、体育科学系、工学系学系各棟の一部も完成した。
宿舎については、学生宿舎、看護婦宿舎および外国人教師宿泊棟も完成した。
環境整備については、駐車場の整備が進められ、予定の4分の3が完成した。ペデストリアンデッキについては、ほぼ全てが利用可能となった。
1979年度
中央広場が、噴水を除いて完成した。学系施設では、工学系学系の所有部分および研究棟が完成し、人間学系棟もほぼ完成した。教育関連施設では、文科系修士棟の一部、理科系修士棟の一部が完成した。その他、屋内プール、格技体育館、医学地区一般体育館が完成した。
1980年度
プラズマ研究センターの建設が開始された。共同研究棟が完成し、プロジェクト研究等で利用可能となった。医療技術短期大学部の全部と、医学地区の一部、大学会館の講堂が完成した。附属病院の増築により、看護婦が増員されることとなり、そのための看護婦宿舎の増設が開始され同年度内に完成した。
環境整備については、各学群周辺の緑化が実施された。またキャンパス内の案内誘導標示板、屋外家具等も新設・増設された。
1981年度
プラズマ研究センターが完成し、RIセンターが増築された。

### 完成後
1981年度に現在の筑波キャンパスの全体的な姿は完成し、マスタープランであるTUV2000は完了した。その後、現在までの長年の期間で、新たに多くの施設・建物が増設された。以下、1982年度以降から現在までの沿革を説明する。

## 施設

### 地区

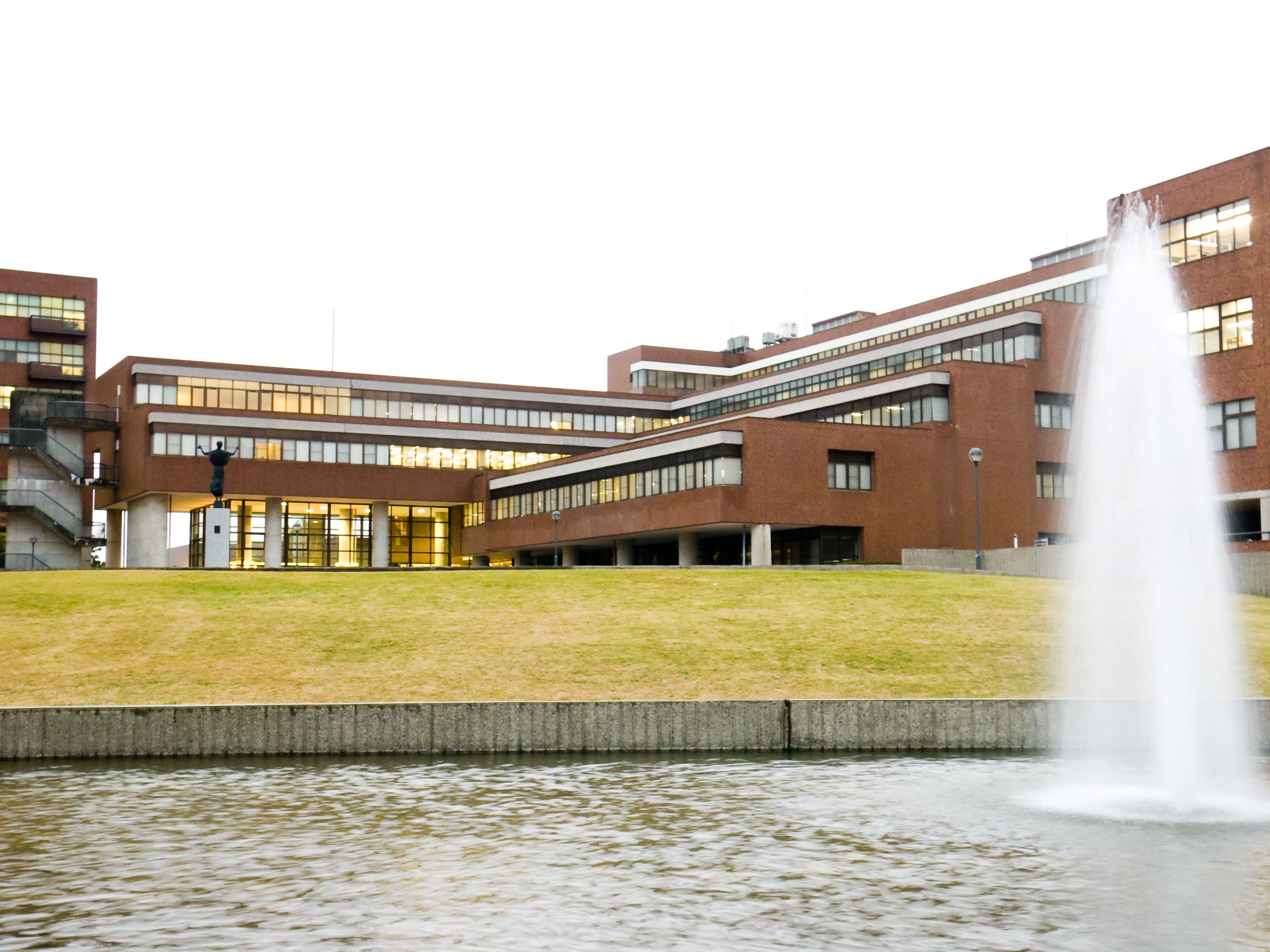
第2エリアから中央図書館を臨む

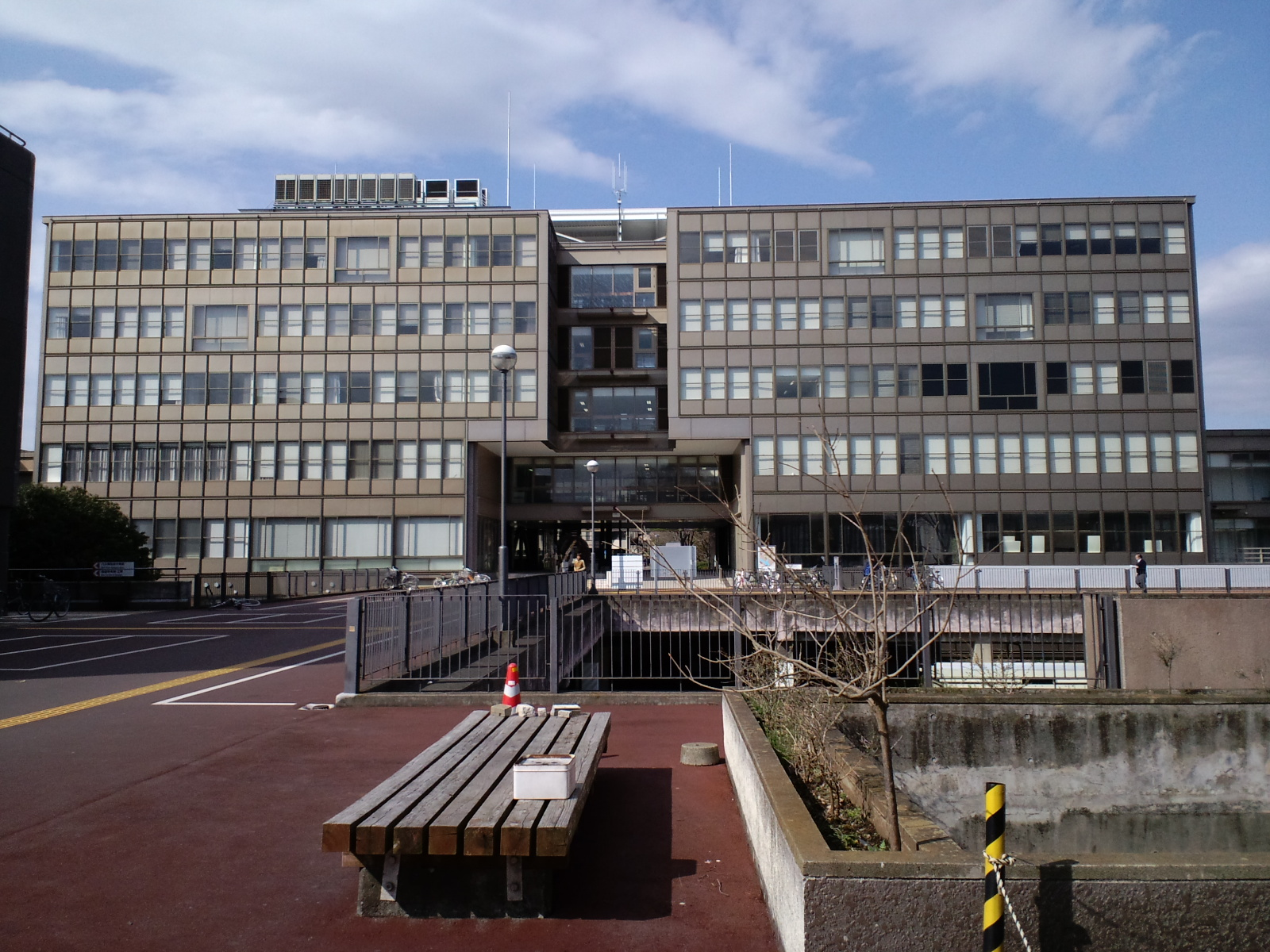
5C棟（2010年3月）

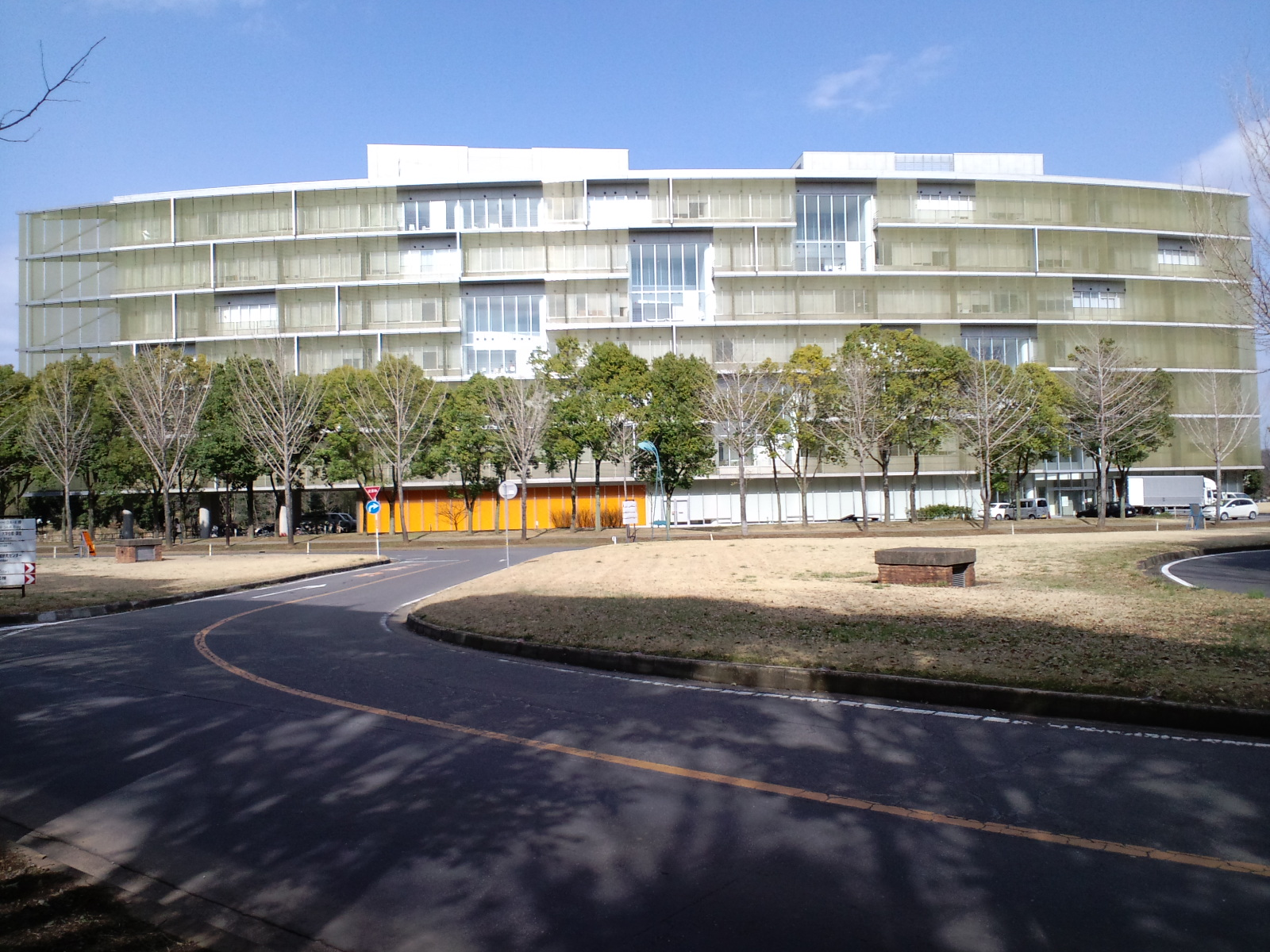
総合研究棟D棟（2010年3月）

キャンパスの南端は中心市街地に接し、市民の利用度の高い大学病院や学生宿舎を配置している。キャンパスは中央の括れた部分をはさんで南北に大別され、さらに北から順に北地区・中地区・南地区・西地区・春日地区に分かれている。
それぞれの地区に設置されている施設・建物は以下の通りである。
北地区
一の矢学生宿舎、一の矢生活センター、温室、大型機械格納庫、果樹作物作業棟、花卉作業棟、管理事務所、厩舎、鶏舎、工作機械棟、車輌整備工場、そ菜作業棟、堆肥舎、中型農機械格納庫、特殊培養棟、豚舎、苗畑作業機械庫、苗畑作業棟、虹の広場、乳牛舎、農林技術センター、バイオトロン施設、ボイラー棟、ポンプ室・電気室、ミルキングパーラー、留学生宿舎
中地区
1A〜1H棟、2A〜2H棟、3A〜3D棟、3G棟、3K棟、3L棟、アイソトープ総合センター、遺伝子実験センター、共同研究棟A、共同研究棟C、共同利用棟A、計算科学研究センター、研究基盤総合センター、工学系学系E〜HおよびM棟、産学リエゾン共同研究センター、自然系学系A〜E棟、実験廃棄物管理棟、実験廃水処理施設、人文社会学系棟、生物・農林学系A〜F棟、生物農林RI研究棟、先端学際領域研究センター、総合研究棟A、総合研究棟B、第1体育館、第3体育館、中央機械室、中央口案内センター、中央図書館、動物飼育室、人間系学系A〜B棟、バイオシステム研究科棟、プラズマヘリウム棟、プラズマ研究センター、プラズマ実験棟、プラズマ整流器棟、プラズマ発電機棟、文化系サークル館、文科系修士A〜B棟、ベンチャー・ビジネス・ラボラトリー、本部棟、無機系廃液処理施設、理科系修士A〜D棟、アイソトープ環境動態研究センター環境動態予測部門せん断試験機棟、アイソトープ環境動態研究センター環境動態予測部門観測所、アイソトープ環境動態研究センター環境動態予測部門研究棟、アイソトープ環境動態研究センター環境動態予測部門実験棟、人文社会国際比較研究機構
南地区
5C棟、6A〜6B棟、アーチェリー場、アートスペース、慰霊塔、屋内プール、開学記念館、学術情報メディアセンター、外国語センター、課外活動練習施設、合宿所、弓道場、球技体育館、共同研究棟B、クラブハウス、芸術学系工房棟、芸術学系棟、建築デザイン実習棟、講堂、サイクリング実習棟、総合研究棟D、総合交流会館、総合体育館、第1サッカー場、第2サッカー場、体育センター、体育科学系A棟、体育科学系B棟、体育系サークル館、体育施設管理棟、体育総合実験棟、体芸食堂、体芸図書館、大学会館A〜B棟、多目的グラウンド、筑波大学ギャラリー、テニスコート、ハンドボール場、プール、武道館、保健管理センター、野外活動実習管理棟、野外活動実習場（野性の森）、野球場、ラグビー場、留学生センター、陸上競技場、臨時庁舎
西地区
4A〜4D棟、MRI-CT装置棟、医科学修士棟、医学系RI研究棟、医学系学系棟、医学食堂、追越学生宿舎、追越生活センター、外国人教師等宿泊施設、外来診療棟、看護師宿舎、客員研究員等宿泊施設、共同利用棟B、実験廃水処理施設、蒸気ボイラ・純水装置棟、生命科学動物資源センター、第2体育館、中央機械室、中央診療棟、動物慰霊碑、特殊診療棟、図書館・臨床講義室、西グラウンド、非常勤講師等宿泊施設、病棟B、病棟E、平砂学生宿舎、平砂生活センター、松見口案内センター、陽子線照射研究棟
春日地区
7A〜7D棟（図書館研究管理棟・研究棟含む）、学術情報メディアセンター春日サテライト、春日学生宿舎、春日弓道場、春日グラウンド、春日テニスコート、春日非常勤講師等宿泊施設、春日プール、春日福利厚生棟、機械棟、情報メディアユニオン、第4体育館、春日講堂、高細精医療イノベーション棟

### キャンパス内の交通
筑波キャンパスは単一のキャンパスとしても極めて広大であるため、一般的な日本国内の大学のように、キャンパス内の各施設・建物間を移動する際に徒歩のみを用いると時間がかかる。そのため、以下のように交通を効率的に行うことができるように考慮されている。

#### ペデストリアンデッキ
南北を貫通する形で、ペデストリアンデッキ（歩行者専用道路）が敷設されている。学生や教職員には「ペデ」という略称で親しまれている。ペデストリアンデッキには歩行者および自転車のみが進入することができ、四輪自動車やバイク、原付などの通行は禁止されている。
キャンパス内の移動には、自転車が最も多く利用されている。ペデストリアンデッキは、特に学生の移動量が増加する、講義時間同士の間にある休み時間に、自転車による渋滞が発生するほどに混雑することがある。

#### ループ道路
筑波キャンパスの内部にはループ道路と呼ばれる環状の学内道路が敷設されており、その長さは一周すると約7.1km程度（支線など、すべての道路の距離を足すと約13.0km）である。元来このような1つのループ道路を建設する計画であったが、非常に南北の距離が長いため、ループ上の3箇所に東西を結ぶ通り抜けタイプの補助道路が追加された。

##### ループ道路の種類
ループ道路の種類はメインループおよびサブループに分類される。
メインループ
本線とも呼ばれる。地区ごとに「ゆりのき通り」、「かえで通り」、「けやき通り」と命名されており、道路脇の看板に記載されている。一部、筑波大学構外を通る部分がある（天久保2丁目、天久保3丁目の一部地域）。この部分を含めて通常メインループと呼ぶ。
車道の規格は、1方向1車線×2の2車線である。車道部分は停車帯の1.5mを含めて9.0mの横幅があるが、両側に歩道1.5m、植樹帯2mがすべての道路で付属しているので、道路としての合計横幅は16.0mである。ただし、北側のメインループの一部は既存林との関係で歩道は片道にしか設置されていない。また、ループ道路のうち公道部分（一般の市街地を通る部分）のみは、車道11.0m、歩道片側2.5mの構成である（合計横幅は16.0mで同じである）。
サブループ
支線とも呼ばれる。メインループから枝分れするような形状で敷設されており、大学内の各種の施設・建物の近くまで自動車で進入することが可能となっている。
車道の規格は、1方向1車線×2の2車線である。車道部分は停車帯の0.5mを含めて7.0mの横幅があるが、両側に歩道1.5m、植樹帯2mがすべての道路で付属しているので、道路としての合計横幅は14.0mである。

##### 公道との接続
ループ道路はつくば市を通る公道と多数箇所で接続している。接続点は交差点となっており、合計11箇所存在する。そのうち6箇所には信号機が設置されている。筑波キャンパスに外部から自動車で進入する場合は、これらのうちいずれかの交差点から入ることになる。
なお、筑波キャンパス内の道路のうち、歩行者・自転車のみが利用することができる道路などとキャンパスの外側の公道とを接続している箇所は無数に存在するため、以下、自動車が利用することができる進入路とそれに接続されている交差点・公道の名称のみを列挙する。
学園東大通り（茨城県道55号土浦つくば線）との接続
以下のように2箇所の交差点がある。なお、下で述べる茨城県道200号藤沢豊里線は「台坪入口」交差点で学園東大通りに交差しており、交差点で右左折後にすぐに両側が大学構内の地点に達するため、実質的には学園東大通りからループ道路に進入できる箇所は3箇所である。
- 本部棟の東側に、学園東大通りからの進入路がある。中央口と呼ばれている。中央口案内センターがあり、警備員が常駐している。外来者のための臨時駐車証の発行を受けることができる。なお、この進入路は「つばき通り」と呼ばれている。信号機が設置されている。
- 多目的グラウンドの東側に、学園東大通りからの進入路がある。グランド口と呼ばれている。なお、この進入路は「つつじ通り」と呼ばれ、中央分離帯のある片側2車線となっている。信号機は設置されていない。

学園西大通り（国道408号）との接続
以下の1箇所の交差点がある。
- 筑波大学附属病院の西側に、学園西大通りからの進入路がある。信号機が設置されている。

学園平塚通り（茨城県道24号土浦境線）との接続
以下の1箇所の交差点がある。
- 中央地区実験排水施設の南側に、土浦境線からの進入路がある。信号機が設置されている。

茨城県道200号藤沢豊里線との接続
以下の2箇所の交差点がある。
- 陸域環境研究センターの北側に、藤沢豊里線からの進入路がある。信号機が設置されている。なお、この4差路交差点のうち、2方向は県道、2方向はループ道路である。ループ道路については、北側に進むと一ノ矢宿舎方面、南方向に進むと第二エリアや大学本部棟などである。
- 先端学際領域研究センターの北側に、藤沢豊里線からの進入路がある。信号機が設置されている。なお、この4差路交差点のうち、2方向は県道、2方向はループ道路である。ループ道路については、北側に進むと一ノ矢宿舎方面、南方向に進むと第三エリアなどである。

春日1丁目の市道との接続
以下の2箇所の交差点がある。
- 筑波大学附属病院の南側に、春日1丁目の市道からの進入路がある。信号機が設置されている。この進入路は、主に病院を利用する一般客によって使用される。
- 追越学生宿舎の南側に、春日1丁目の市道からの進入路がある。松見口と呼ばれている。信号機が設置されている。なお、接続されている市道は「大学通り」と呼ばれており、つくばエクスプレスつくば駅付近からほぼ直進状に走行することにより筑波キャンパス構内に進入することができるようになっている。

松見通り（天久保2丁目の市道）との接続
以下の3箇所の交差点がある。
- 追越学生宿舎の東側に、天久保2丁目の市道からの進入路がある。信号機は設置されていない。
- 平砂学生宿舎の東側に、天久保2丁目の市道からの進入路がある。信号機が設置されている。
- 野球場の南側に、松見通りからの進入路がある。野球場口と呼ばれている。信号機が設置されていない。

天久保3丁目の市道との接続
以下の1箇所の交差点がある。
- 陸上競技場の北側に、天久保3丁目の市道からの進入路がある。信号機が設置されている。

大学通り（春日1丁目の市道）との接続
以下の1箇所の交差点がある。
- 春日地区の南側に、大学通りからの進入路がある。春日口と呼ばれている。信号機が設置されていない。
- 春日地区の東側に、大学通りからの進入路がある。信号機が設置されていない。

##### 交通規制
ループ道路の規制速度は、すべて30km/時である。ループ道路内の至るところには「30」と書かれた道路標識等が掲示されている。しかしながら、実際には制限速度を超えて走行する自動車は多い。ループ道路は、前述の公道との接続部分10箇所以外には信号機は設置されておらず、またメインループは曲がり角部分を除くとほぼ一直線となっているなど、速度が出しやすい構造となっている。ただしペデをまたぐ部分の前後は意図的な段差が設けられており、スピードを落とさなければならないようにして交通事故防止を図っている。

#### 駐車場
筑波キャンパスに自動車で通勤・通学・訪問することができるようにするため、学内には合計59箇所の駐車場が設置されており、7,213台を収容することができる（内、24箇所の駐車場はゲートが設置されており、合計収容台数は4,911台である）。

##### 駐車場の利用
筑波キャンパス内の駐車場を利用する者は、筑波大学交通安全会から駐車証の交付を受ける必要がある。
原則として常勤形態で筑波キャンパス内に勤務する者や学生は、筑波大学交通安全会に年会費を支払い、指定駐車場の利用許可を取得する必要がある。ただし、筑波大学では広大なキャンパスにおける防犯上の観点から、毎日午後4時から翌日午前9時までの間（夜間・早朝）は駐車場の利用許可が無い場合でも駐車を認めている。
来訪者など、臨時に駐車する必要がある者は、案内センターに立ち寄ることにより、1日あたり100円でその日のみ利用可能な駐車証を購入することができる。

##### 駐車に関する取締りの実施
駐車証無しで駐車したり、駐車可能区域以外に不当に駐車した場合は、国立大学法人筑波大学構内駐車違反車両取扱要領に基づき、自動車ごとに違反点数が記録される。違反点数が7点を越えると、自動車に車輪施錠措置の警告書が貼り付けられ、さらに違反を続けると車輪施錠が貼り付けられる。このような場合、筑波大学生の場合は所属する各支援室に、学生宿舎居住の学生は学生生活課に、職員は人事課に、その他は資産管理課に出頭し、指導を受け、誓約書を提出しなければならないことになっている（学生の場合は併せて反省文を提出し、クラス担任等の指導を受ける必要があることとなっている）。

#### 循環バス
2005年7月までは、「学内バス」と呼ばれる筑波大学内のループ道路を循環する学内連絡バスが大学によって運行されており、誰でも無料で利用することができた。利用者が少なかったことおよび運転手の人員減少などの理由により廃止され、筑波大学キャンパス交通システムの運用が開始された。これは大学が関東鉄道と提携することにより、大学内を循環する路線バスを新設するものである。年間4,200円程度を支払って定期券を購入した学生は、1年間利用することができる。また、定期券を持っていない者（一般外来者も含む）は通常料金を支払うことにより同路線を利用することができる。
筑波大学内循環バス路線（右回り）
つくばセンター → 吾妻小学校前 → 筑波大学春日エリア・筑波学院大学 → 筑波メディカルセンター前 → 筑波大学病院入口 → 追越学生宿舎 → 平砂学生宿舎 → 筑波大学西 → 大学会館前 → 第一エリア前 → 第三エリア前 → 虹の広場 → 農林技術センター → 一ノ矢学生宿舎前 → 大学植物見本園 → TARAセンター前 → 筑波大学中央 → 大学公園 → 松美池 → 天久保三丁目 → 合宿所 → 天久保池 → 天久保二丁目 → 追越宿舎東 → メディカルセンター病院 → 筑波メディカルセンター前 → 筑波大学春日エリア → 吾妻小学校前 → つくばセンター
筑波大学内循環バス路線（左回り）
経路は、右回りの逆順である。

#### 高速バスの乗り入れ
東京と筑波研究学園都市との間を運行する高速バスつくば号（関東鉄道・ジェイアールバス関東の共同運行）が、2006年10月より本キャンパス内に乗り入れるようになった。なお終点は筑波大学中央ではなく「筑波大学」と称する。詳細はつくば号参照。

### インフラストラクチャー
筑波キャンパスおよびキャンパス内の施設・設備における大学業務や教育研究活動を維持するためのインフラストラクチャーのうち、特に特色のあるものについて述べる。

#### エネルギー供給システムの概要

##### エネルギープラント
エネルギープラントとは、キャンパス内における各種エネルギーサービスの供給拠点であり、受変電施設、電話交換室、熱供給・冷暖房のためのボイラー施設、防災管理センターなどが集中されている。
エネルギープラントは以下の2箇所である。
- 中央プラント（施設部内）
- 医学地区プラント（附属病院内）

##### サブステーション
サブステーションはキャンパス内に合計全396箇所あり、エネルギープラントからのエネルギー供給を受け、これをキャンパス内の多数の施設・設備に供給する。
エネルギープラントからサブステーションまでの配管・電線、およびサブステーションから各施設・設備までの配管・電線は、いずれも共同溝と呼ばれる地下道に収容されている。

#### 共同溝
筑波キャンパスの共同溝は、南北約4kmの幹線をはじめとして、合計約14km以上の長さをもつ地下道である。内部には水道・ガス・冷暖房・電気等を供給するための配管や配線が敷設されている。
これにより、工事の都度、道路や地面を掘り返す必要がなく、通行への支障をきたすこともない。筑波キャンパスには電柱や送電線がなく、景観上良好な環境が実現されている。

##### 構造
共同溝は、幹線および支線から構成されている。幹線はメインループ道路および一部のサブループ道路の西側ルートに沿って、北は農業技術センターから南は都市部との接点まで、約4kmの南北幹線および2つのエネルギープラントとを接続する短区間の幹線からなる。支線はこの幹線共同溝から東西に分岐して各サブステーションを結ぶものおよびサブステーションと各建物・施設を結ぶものとからなっている。
共同溝には原則として上水道管、中水道管、都市ガス管、ヘリウム回収管、高温水供給管、蒸気供給管、高温水回収管、蒸気回収管、高圧電線、低圧電線、電話線、監視制御ケーブル、放送ケーブル、同軸ケーブル、コンピュータネットワークケーブルが収容されている。排水系は一切収容していない。

##### 仕様
寸法
細いもので 2.0m × 2.0m、太いもので 8.5m × 3.0m の内径があり、人が通ることができる。
配管
上水道管、中水道管、都市ガス管、ヘリウム回収管、高温水供給管、蒸気供給管、高温水回収管、蒸気回収管
電力線
高圧電線 (6,600V)、低圧電線 (100V)
通信回線
電話線、監視制御ケーブル、放送ケーブル、同軸ケーブル、コンピュータネットワークケーブル
ファンルーム
共同溝へ新鮮な空気を供給するため、約200mに1箇所、地上との間に設置されている。常時吸気ファンが回転している。
排気塔
約30m〜50mに1箇所設置されている。
資材搬入口
約200mに1箇所設置されている。機材やケーブルを搬入することができるほか、工事作業員もここから入場することができる。

#### 電力

##### 引き込み
筑波キャンパスで使用される電力は1本の特別高圧線および3本の高圧線により供給されている。
大学一般および附属病院
東京電力より特別高圧 (66,000V) の送電線2本（本線および予備線）によって供給されている。まずエネルギープラントの特別高圧受変電設備で受電し、6,600Vに変圧する。次にこれを学内全104室ある電気室に共同溝を用いて送電する。
毎年、10月の第二週の土曜日および翌週の日曜日の2日間に渡って実施される点検により、筑波キャンパス内の大半の施設は停電となる。
一ノ矢宿舎地区
東京電力より高圧 (6,000V) の送電線によって供給されている。
平砂・追越宿舎地区
東京電力より高圧 (6,000V) の送電線によって供給されている。
春日地区(宿舎含む)
東京電力より高圧 (6,000V) の送電線によって供給されている。

##### 消費量
筑波キャンパスにおける電力の消費量は、年間約113,600,000kwh（金額約14.7億円）である。これは、一般家庭約3万世帯分程度の消費量に相当する。

#### ガス

##### 引き込み
筑波キャンパスで使用されるガスは東京ガスより都市ガス用中圧管によって供給されている。まずエネルギープラントのガスガバナー室に引き込まれ、次にこれを学内に共同溝を用いて供給する。

##### 消費量
筑波キャンパスにおけるガスの消費量は、年間約5,700,000立方メートル（金額約2.9億円）である。これは、一般家庭約1.6万世帯分程度の消費量に相当する。

#### 水道（市水）
筑波キャンパスで扱われている給水の種類には市水（飲用水）と中水（生活水）の2種類がある。以下、市水（飲用水）について解説する。

##### 引き込み
筑波キャンパスで使用される水道はつくば市営水道を使用し、200Aの圧力で供給されている。まずエネルギープラントにある受水槽に引き込まれ、次にこれを学内に共同溝を用いて供給する。

##### 消費量
筑波キャンパスにおける水道の消費量は、年間約1,264,000立方メートル（金額約3.0億円）である。これは、一般家庭約6,500世帯分程度の消費量に相当する。

#### 中水（生活水）
筑波キャンパスにおける実験によって排水された実験排水は、キャンパス内にある実験排水処理施設によって浄化され、中水となり、学内に供給されることになる。ただし、市水と中水は分離された配管により供給されているので、混合する恐れはない。

#### 電話

##### 電話システム
筑波キャンパスで使用される電話は東日本電信電話株式会社（NTT東日本）および楽天コミュニケーションズ株式会社によって公衆電話網と接続されている。
筑波キャンパス内の電話機数は約4,000程度であり、事業所集団電話方式 (PBX) によってサービス提供している。エネルギープラントに電話交換機室が設置されており、ここに電話会社から電話回線が供給されている。これを各電話機へは再び共同溝を経由してサービスされる。

##### 使用量
筑波キャンパスにおける電話サービスの消費量は、金額においては約5,200万円である。

#### 冷暖房システム
冷暖房システムは主に中央機械室の高温水ボイラを熱源とする大規模集中方式となっている。しかし、2006年度から高温水ボイラの縮小化が開始され、今後は順次ブロック別集中方式および個別方式へ転換される予定である。

#### 放送システム
通知、時報、火災報知等の学内一般放送システムは、本部棟にあり、共同溝によってキャンパス内の全建物に配信される。大学の有線テレビは教育機器センターのUTV放送局から、同様に共同溝によって全学に配信されていたが、1995年に廃止された。

#### コンピュータネットワークシステム
「学内LAN」または「キャンパスネットワーク」と呼ばれる筑波キャンパス内のLANは、学術情報メディアセンターにより管理されており、学内での通信およびインターネットへの高速アクセスが提供されている。

##### 学内ネットワーク
筑波キャンパス内のネットワークはコアスイッチおよびフロアスイッチによって構成される2層構造となっている。
コアスイッチ
コアスイッチは合計4台あり、以下の場所に設置されている。コアスイッチ同士は10ギガビット・イーサネットで接続されており、冗長構成となっている。
- 学術情報メディアセンター
  - コアスイッチA1
  - コアスイッチA2

- 工学系棟
  - コアスイッチB1
  - コアスイッチB2

フロアスイッチ
フロアスイッチは筑波キャンパス内に合計227台あり、より下流のネットワーク（研究室・計算機室など）のスイッチに対してネットワークアクセスを提供する。フロアスイッチは、以下の場所に設置されている。フロアスイッチは上位のコアスイッチとギガビット・イーサネットで接続されている。
- 学術情報メディアセンター 12台
- 中地区 111台
- 南地区 36台
- 西地区 16台
- 北地区 2台
- 事務組織 15台
- 図書館施設内 7台

学内LANのアドレッシングはグローバルIPアドレスを用いている（筑波大学は130.158.0.0/16および133.51.0.0/16の2つのクラスBグローバルIPアドレスを保有しており、学内の無線LANを個人が利用してもグローバルアドレスが割り振られる）。

##### インターネットとの接続
学術情報メディアセンター内に設置されたインターネット接続装置を経由し、国立情報学研究所の提供するSINET3、および筑波研究学園都市に敷設されたつくばWANにそれぞれ10ギガビット・イーサネットで接続されている。

### 学生宿舎
筑波大学の学生宿舎は一の矢（いちのや）・平砂（ひらすな）・追越（おいこし）・春日（かすが）の4つの宿舎地区からなる。入居定員は単身用4010人、世帯用186世帯で、「学生に良好な勉学の環境を提供し、自律的な市民生活を体験させること」を目的に設置されている。2009年度から改修工事が行われており、壁面をモノトーンからカラフルに塗り替え、2011年11月27日に公共の色彩賞を受賞した。未改修棟と改修棟が存在しており、新入生は原則改修棟入居となるが、決して良好な環境であるとはいえない。2017年度から、未改修棟では約13%、改修棟では約30%の値上げが実施される。
かつては、ほぼ全員の1年生・2年生が学生宿舎に入居した。現在は、1年生のみになった。この点で、筑波大学は全寮制に近く、日本の大規模な大学では珍しい形態である。筑波の学生は通学するのではなく、大学内に居住するのである。また、学生宿舎では、1年に1日だけ電気・水道・トイレが使用できない日がある。

#### 管理・運営
国立大学法人筑波大学が直接管理しているわけではなく、関連団体の一般財団法人筑波学都資金財団により管理されている。実態は部屋貸しに近いもので、学生による宿舎の自治は行われていないが、新入生に助言を行う「コミュニティリーダー」と呼ばれる上級生が複数任命されている。日常の運営業務は各地区の管理事務所が担当する。ただし、2016年度より運用開始となった短期・ショートステイ専用宿舎（一の矢地区）はつくばグローバルアカデミックサービス株式会社が、2017年より運用開始となったグローバルヴィレッジ（平砂地区）はPFI事業者の大和リース株式会社がそれぞれ管理を行っている。

#### 設備
宿舎の各棟（居住棟）には、以下のような設備がある。
- 居室：広さは各学生宿舎の項を参照。備品として、ベッド・事務机・椅子[13]がある。室内設備としては、暖房器具（パネルヒーター）・洗面台・鏡・有線LANがある。
- 補食室：各階または2階おきに2〜3か所あり、ガスコンロと流し台が設置されている。
- 洗濯室：各階または2階おきに2〜3か所、洗濯機と衣類乾燥機が設置されている。補食室の隣にある。2010年度から有料化された（洗濯1回200円、乾燥30分100円）。
- トイレ：未改修棟は和式、改修棟は洋式。ウォッシュレットではない。
- 玄関セキュリティシステム：居住棟入り口のセキュリティシステム。居室番号とパスワードを入力する。簡易的なものなので、過度な期待は禁物。かつては各居室に繋がる内線電話機も併設されていたが現在は撤去されている。なお、グローバルヴィレッジはインターホン付きのオートロック形式であり、一の矢宿舎は電話機撤去の際にICタッチ式のセキュリティシステムに変更されている。（こちらにはインターホンはない）

#### 宿舎祭

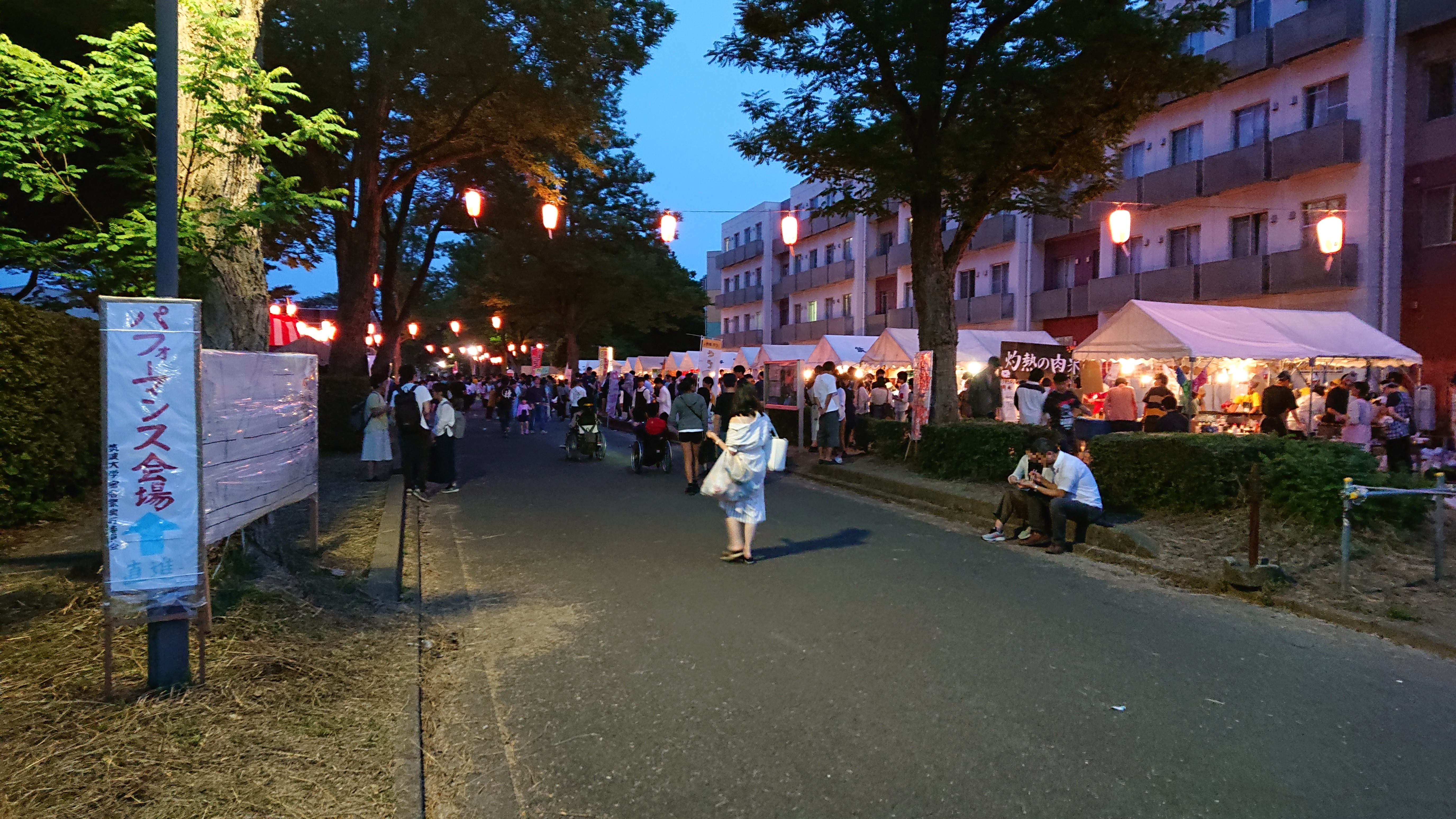
やどかり祭（2019年）

やどかり祭（やど祭）とも呼ばれる。毎年5月最終週の金曜日と土曜日に筑波大学宿舎祭実行委員会の主催で行われる。大学の公式行事ではないものの、公認は受けている。目玉行事として、各学群で制作した御輿と、ゆかたコンテスト（ゆかコン）がある。ゆかコンは各学群から1名ずつ代表者（女子）が出場し、パフォーマンスを行う。

#### 一の矢学生宿舎
一の矢学生宿舎 (Ichinoya Residence) は、筑波大学北地区（つくば市天王台二丁目1番地1、北緯36度7分6秒 東経140度5分57秒 / 北緯36.11833度 東経140.09917度）に位置する。居室棟は1号棟から38号棟まで31棟あり、4つの宿舎地区の中で最大である。宿舎名「一の矢」は、付近にある一ノ矢八坂神社からとったものと考えられている。
一の矢共用棟にはヤマザキショップが入居している。ただし24時間営業ではない。浴場は2012年度末に終了し、今はシャワー（9分100円）で済ますしかない。
一の矢共用棟内の食堂は現在業者が撤退（2016年度現在）し、宿舎の食堂が存在しないためヤマザキショップで弁当を購入したり自炊したりする必要がある。ただし食事スペースは開放されている。
改修された棟のうち、道路沿いの棟の壁面は周囲の自然と調和するように薄い緑色に塗装され、一の矢地区の中心部にある棟の壁面はオレンジ色などの鮮やかな色で塗装されている。
また、部屋の広さは単身用居室の場合10m2を公称しているが、実際は縦3.8m×横1.9mの7.22m2程度の部屋であり、さらに4階の場合は天井の高さがほかより20cm程度低い2.2mであり、部屋の明かりである蛍光灯は業務用の1.2m直管蛍光灯 (32W) が1本、あるいは2本がカバーなどなく普通に設置されているため熱が伝わり、部屋全体として快適とはいえない作りとなっている。

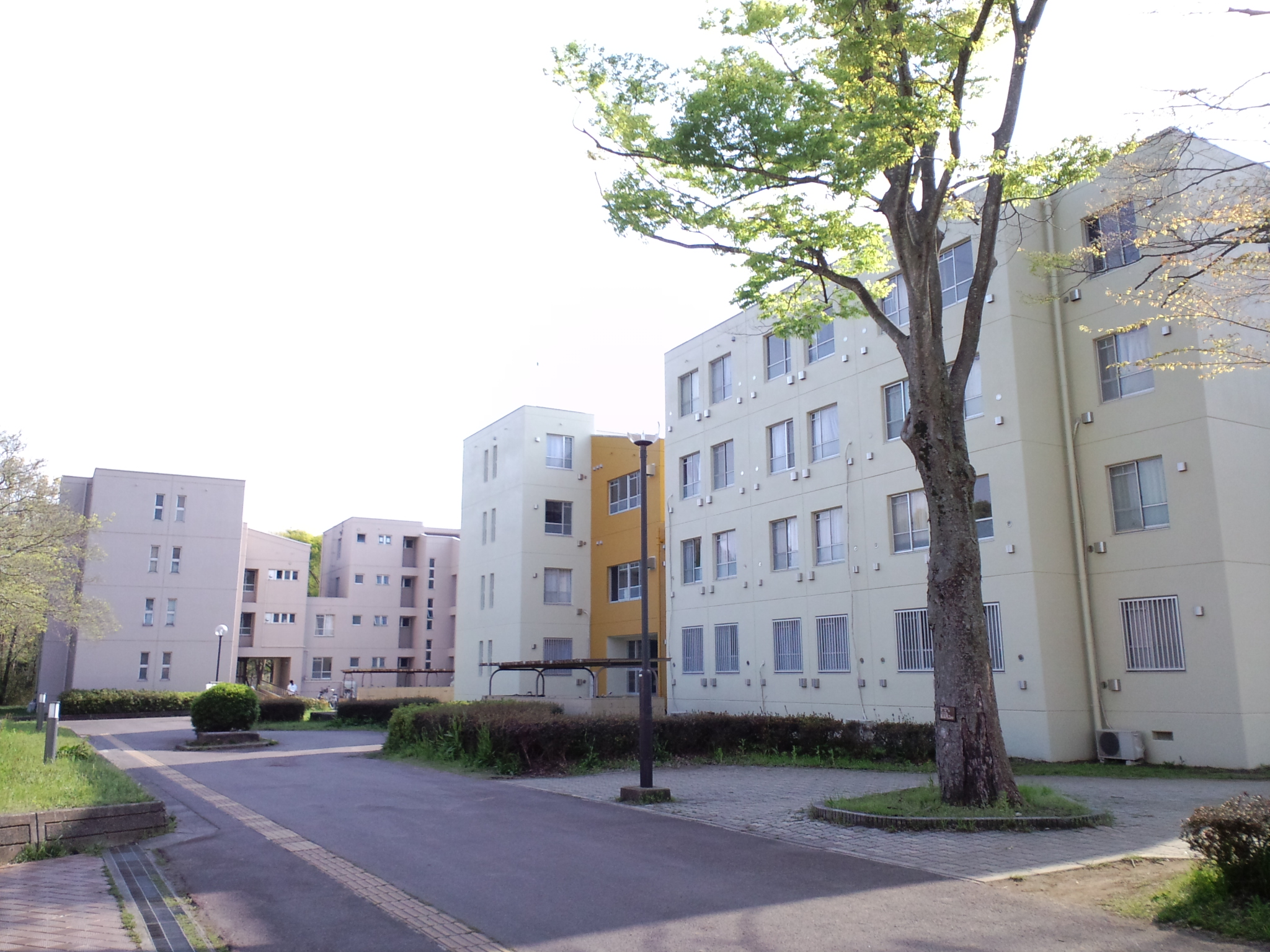
一の矢学生宿舎（2010年4月）
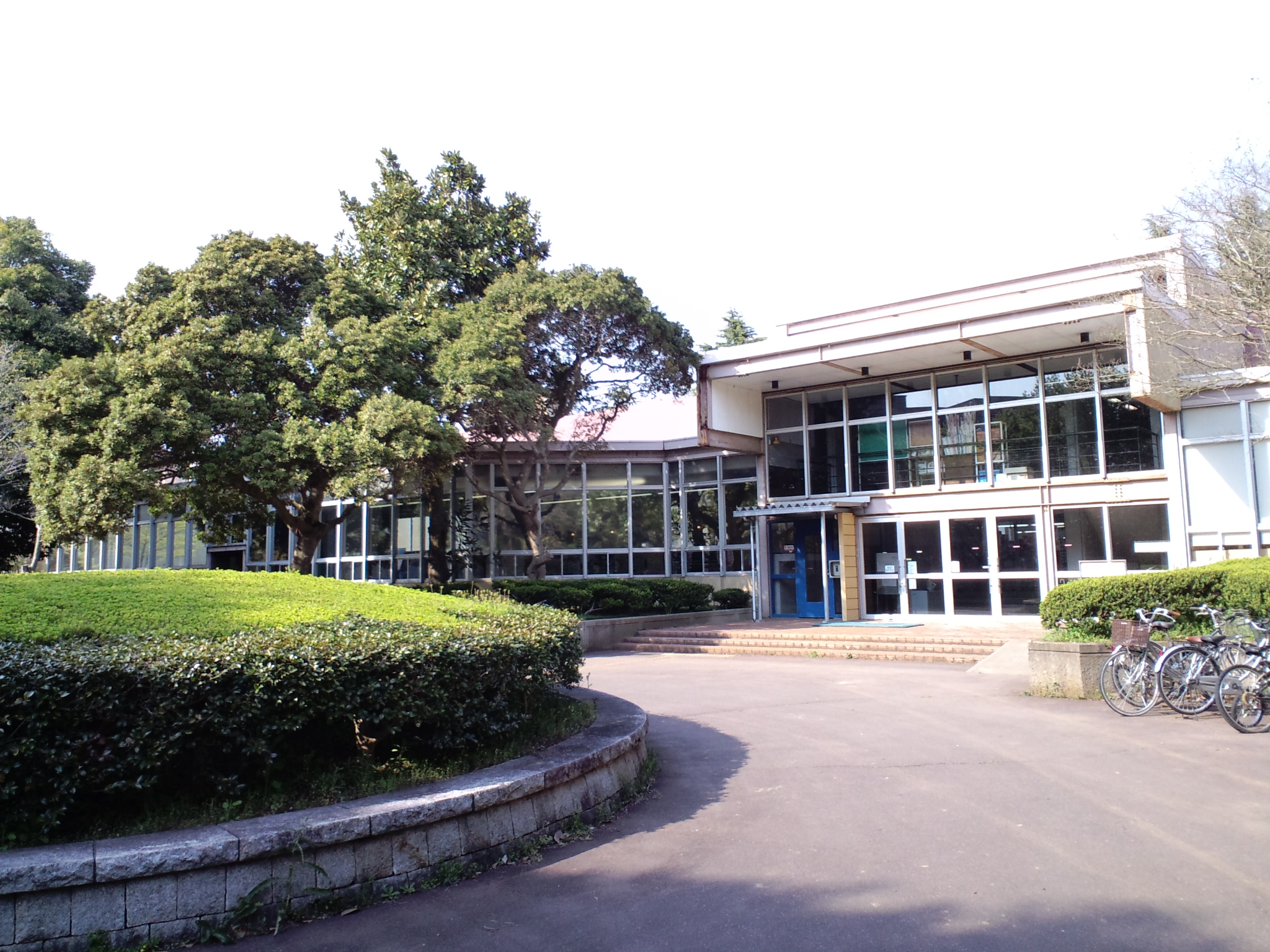
一の矢生活センター（一の矢共用棟）（2010年4月）

居室
| 種別               | 面積 (m2)                | 入居定員 | 備考         |
| ------------------ | ------------------------ | -------- | ------------ |
| 単身用個室（標準） | 10                       | 741人    |              |
| 単身用個室         | 30                       | 58人     |              |
| 単身用二人室       | 30                       | 538人    |              |
| 世帯用             | 30                       | 126世帯  |              |
| 新単身用個室       | Aタイプ：14、Bタイプ：13 | 216人    | 一の矢南地区 |
| 新世帯用           | 41                       | 56世帯   | 一の矢南地区 |

- 単身用二人室は2010年7月末を以って廃止され、以降は留学生用宿舎として運用される。

#### 平砂学生宿舎
平砂学生宿舎 (Hirasuna Residence) は、筑波大学西地区（つくば市天久保二丁目1番地1、北緯36度5分53秒 東経140度6分14秒 / 北緯36.09806度 東経140.10389度）にある。居室棟1号棟から11号棟まで10棟あり、非常勤講師等宿泊施設・レジデント宿舎を併設する。宿舎名「平砂」は立地場所の小字に由来する。
平砂共用棟は4つの宿舎地区の中間付近にあるため、サークル等の待ち合わせ場所によく用いられる。2階にある平砂管理事務所は長期休業期間中に追越地区の業務も代行する。また、平砂駐車場は宿舎祭の会場として利用される。
改修された棟の壁面は、階ごとに違う色で塗装されている。平砂宿舎のスラムと呼ばれる湿気のひどい棟が廃止 (PDF) されることが発表された。なお、スラムと呼ばれる部屋の中でも、特別に環境が悪い部屋はグランドスラムと称されていた。

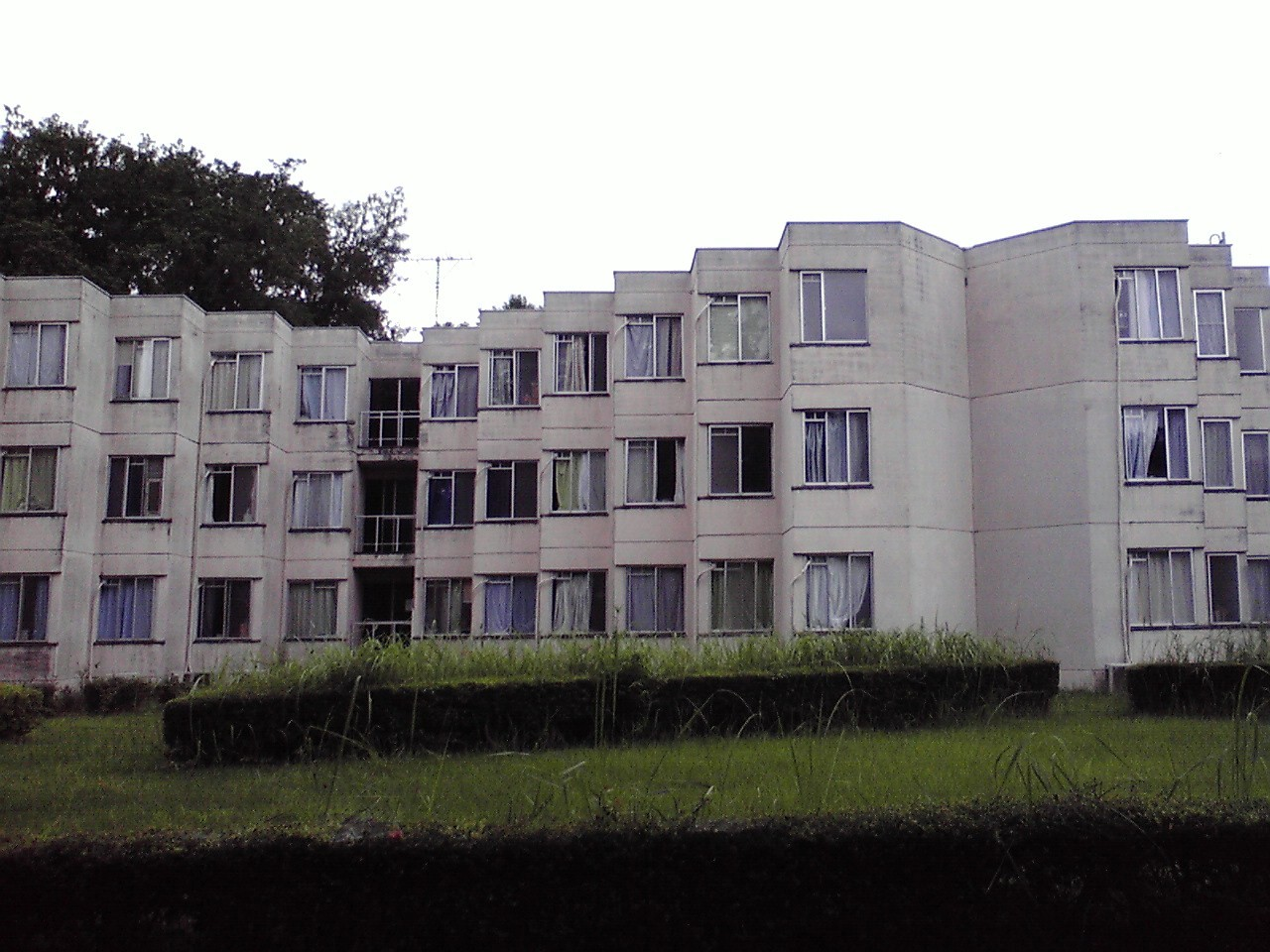
平砂学生宿舎
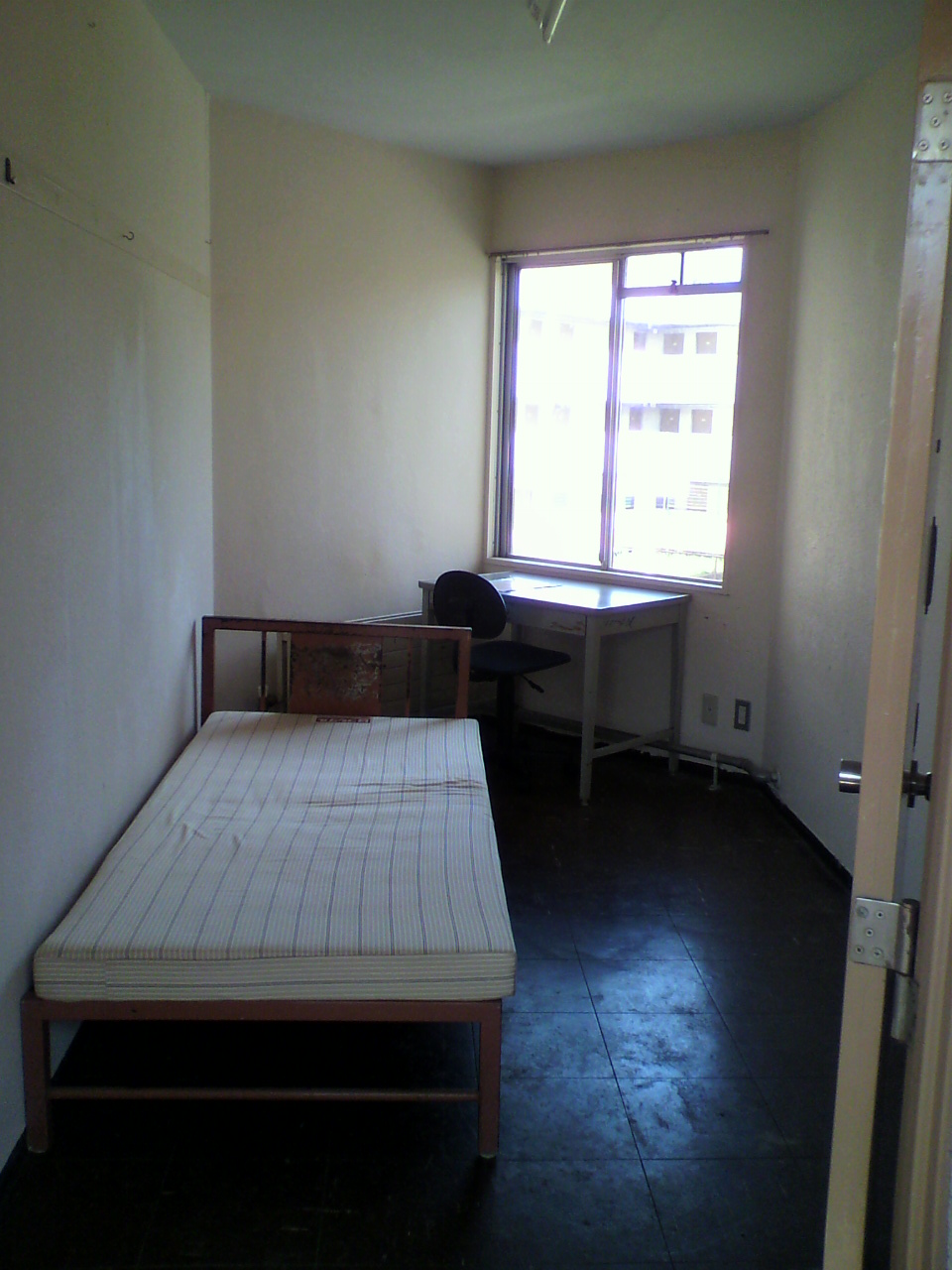
宿舎の居室
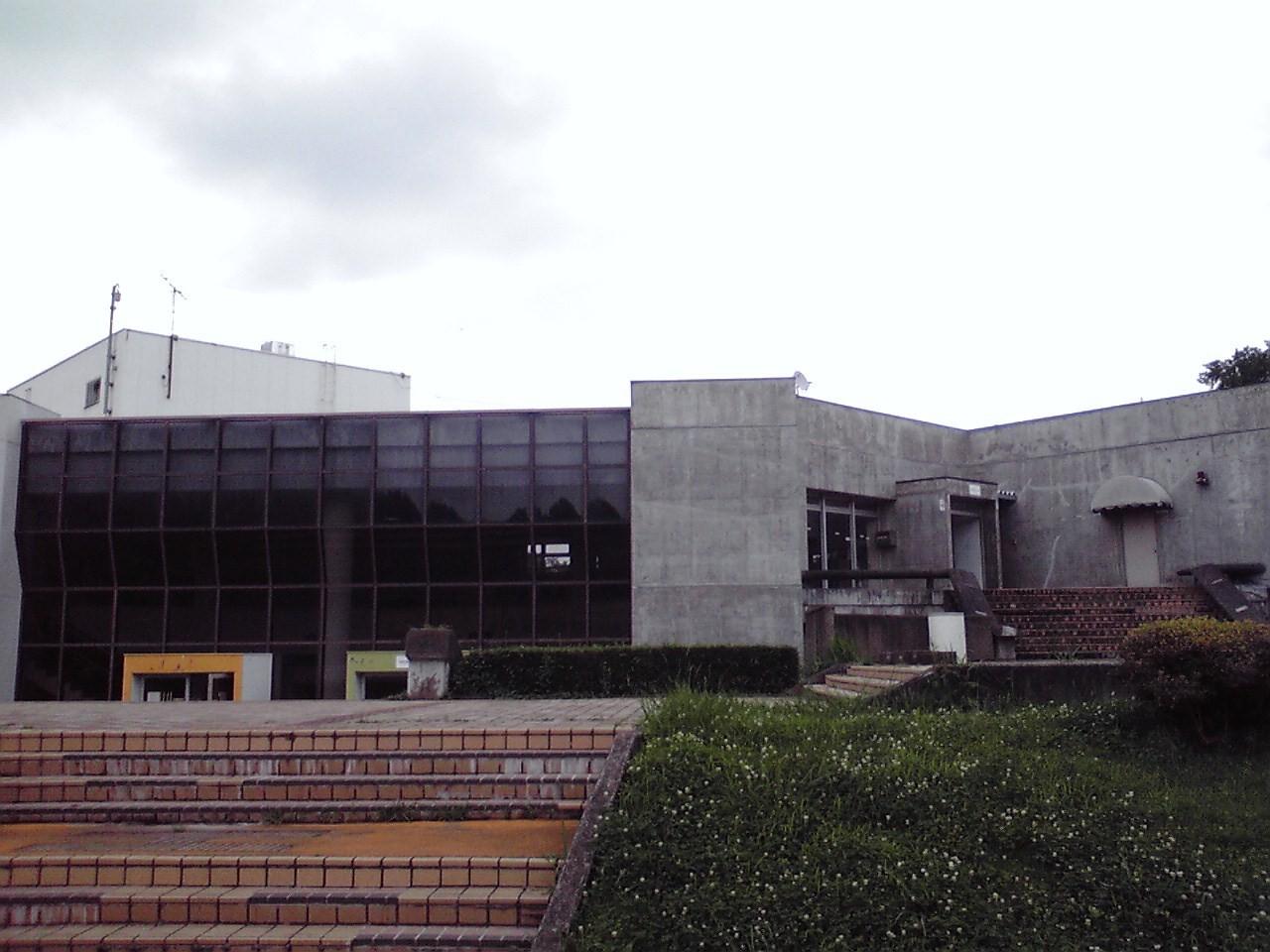
平砂共用棟
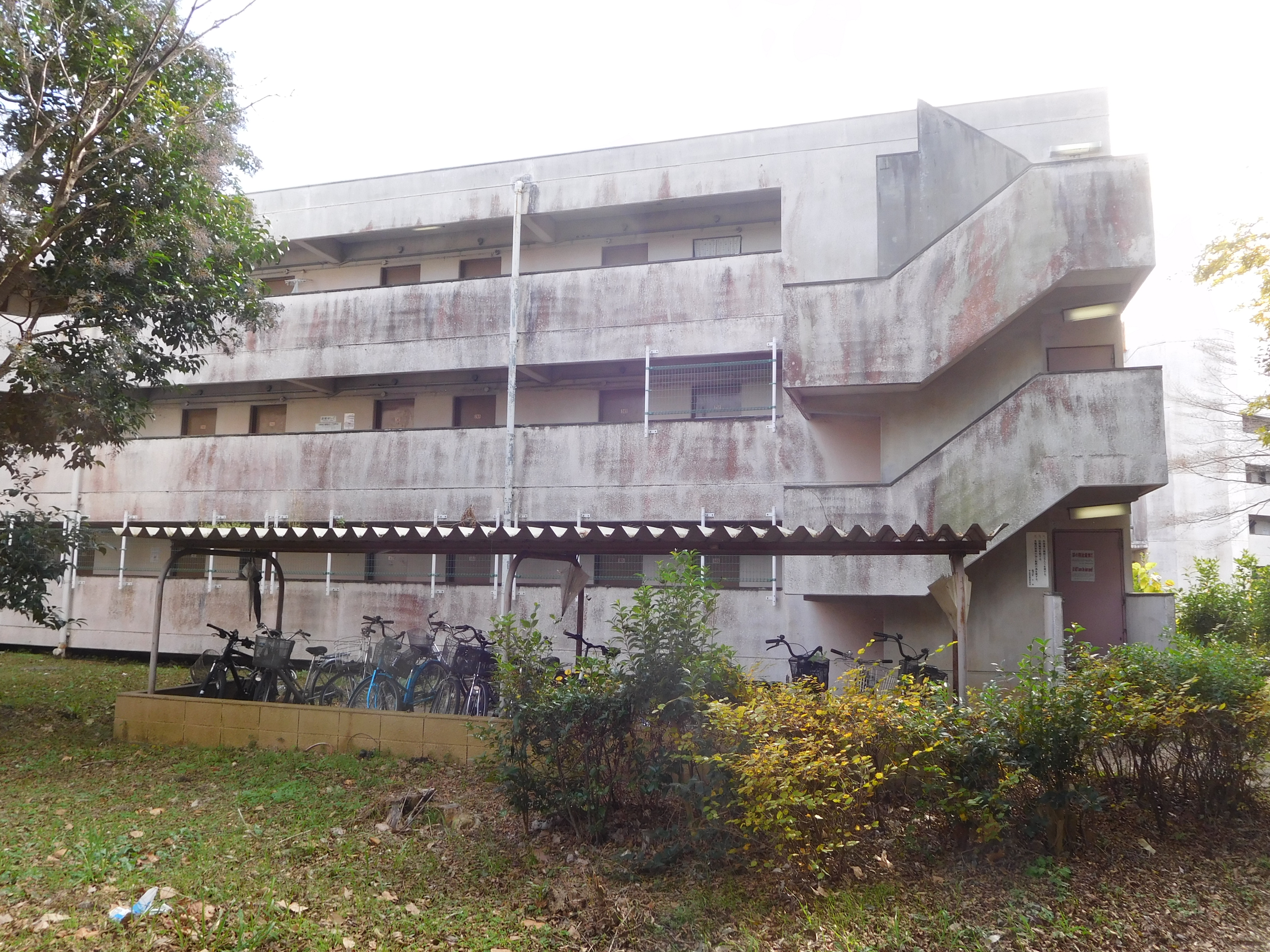
廃止予定の棟の例

居室
| 種別       | 面積 (m2) | 入居定員 | 備考     |
| ---------- | --------- | -------- | -------- |
| 単身用個室 | 10        | 1,324人  | 全棟同じ |

##### グローバルヴィレッジ
平砂地区南東部にPFIを導入して新たな宿舎「グローバルヴィレッジ」が2017年（平成29年）4月に運用を開始した。従来の宿舎とは異なり大和リースが運営を手掛け、日本人学生と留学生が5人で1ユニットを共有するシェアハウス形式を採用している。従来の宿舎の共用棟（生活センター）に相当するものとしてコミュニティステーションも建設されている。2017年（平成29年）度は62ユニット310個室を運用し、2018年（平成30年）度よりさらに38ユニット190個室が追加運用される。

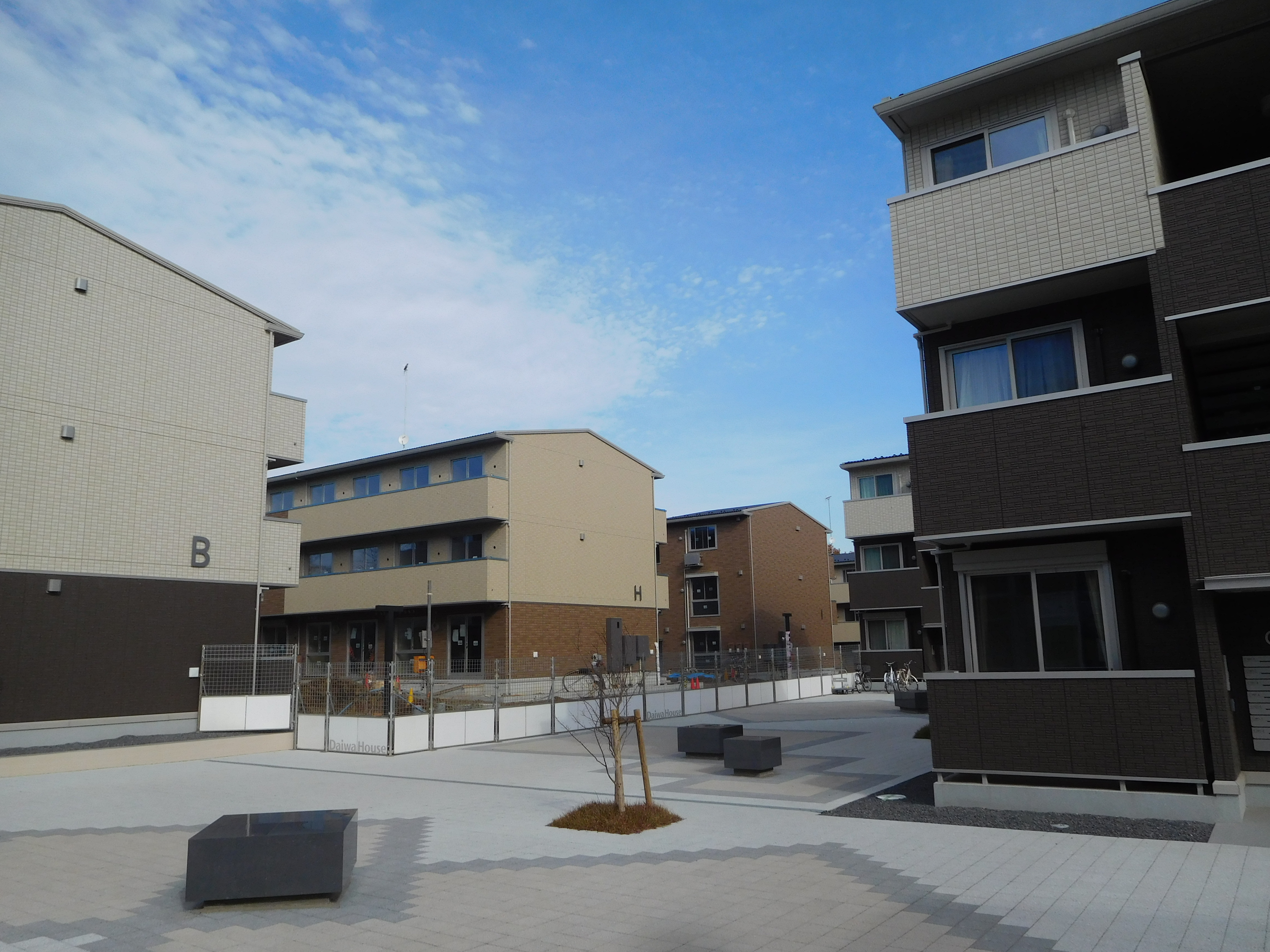
グローバルヴィレッジの居住棟（グローバルレジデンス）
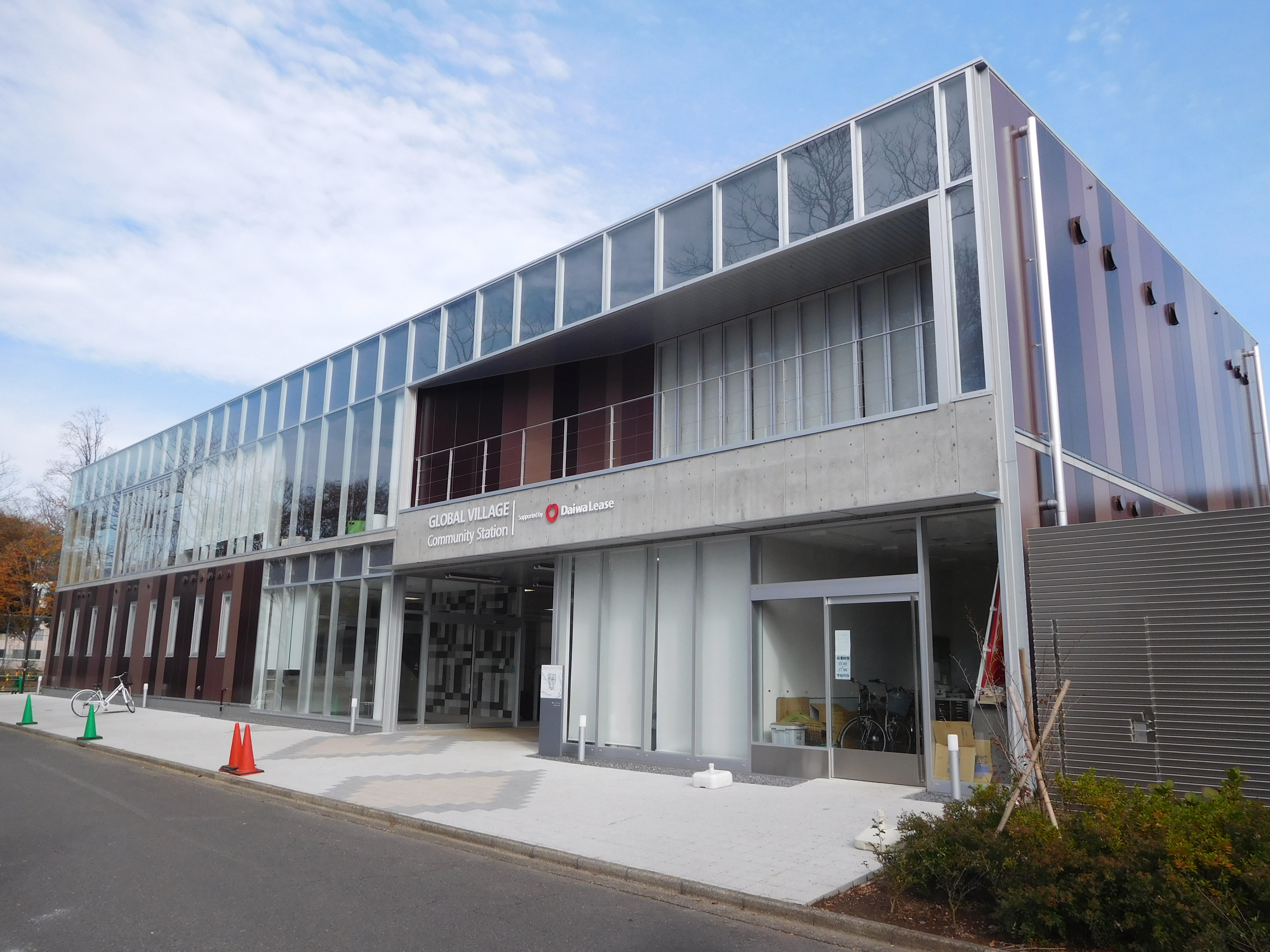
コミュニティステーション

#### 追越学生宿舎
追越学生宿舎（Oikoshi Residence）は、筑波大学西地区（つくば市天久保二丁目1番地1、北緯36度5分39秒 東経140度6分19秒 / 北緯36.09417度 東経140.10528度）にあり、平砂宿舎の南に隣接している。居室棟は12号棟から28号棟まで16棟ある。宿舎名「追越」は立地場所の小字に由来する。
追越共用棟には、教員の子ども向けのゆりのき保育所と電気店が入居している。一部の居住棟にはコインシャワーが整備されている。看護師宿舎・外国人教師等宿泊施設を併設する。
居室
| 種別         | 面積 (m2) | 入居定員 | 備考       |
| ------------ | --------- | -------- | ---------- |
| 単身用個室   | 10        | 821人    |            |
| 新単身用個室 | 16        | 136人    | 追越南地区 |

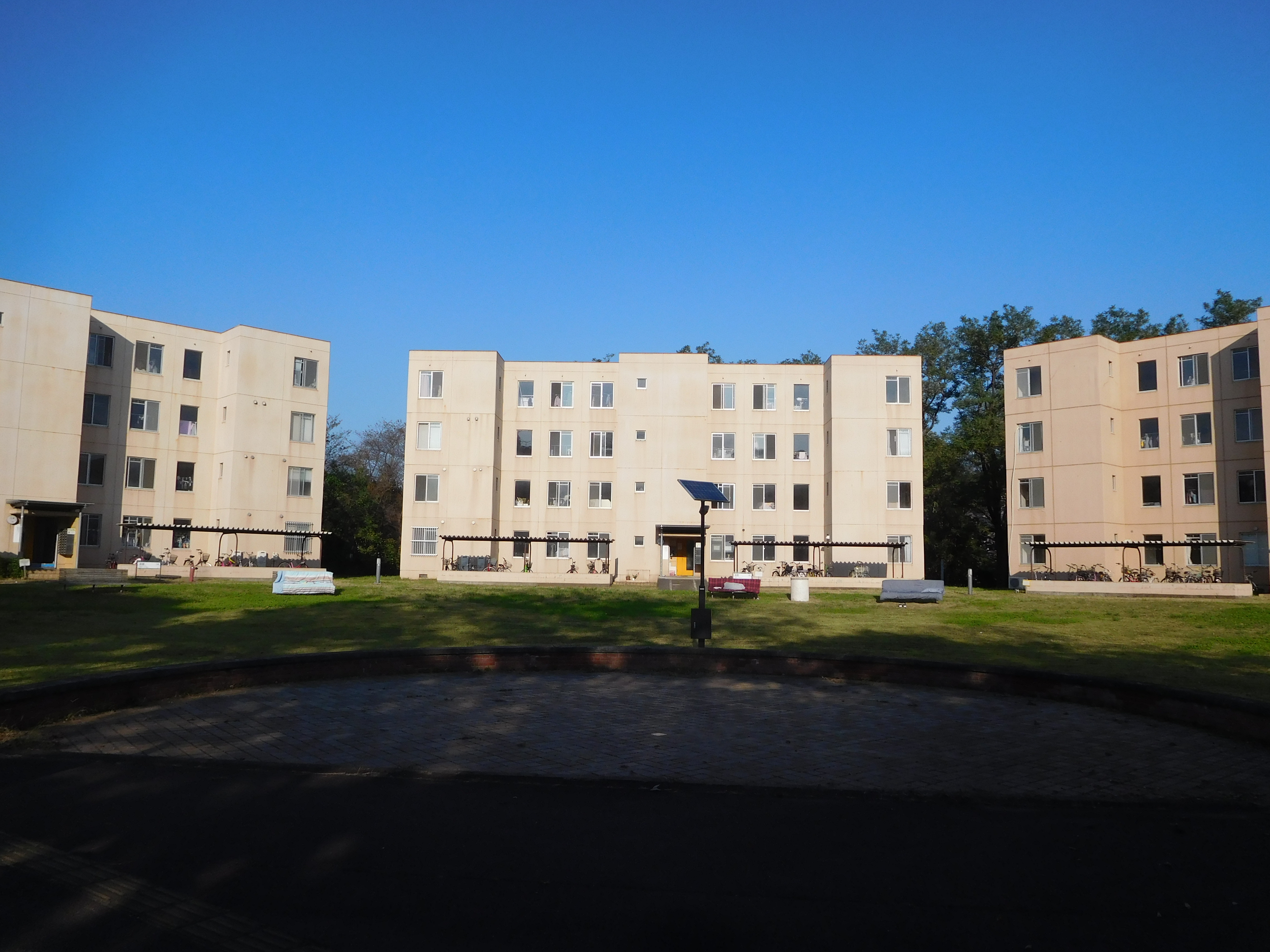
追越学生宿舎
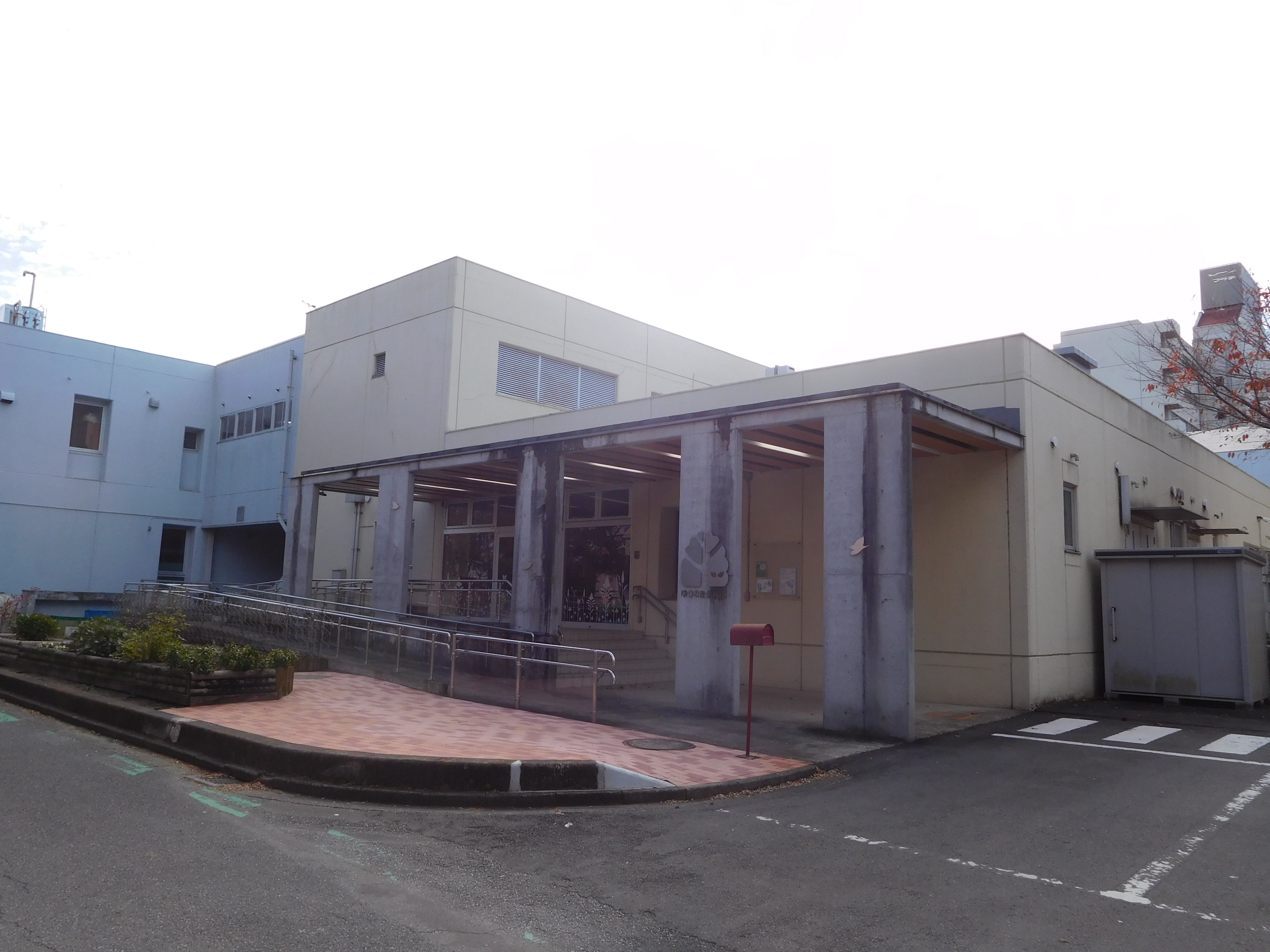
ゆりのき保育所

#### 春日学生宿舎

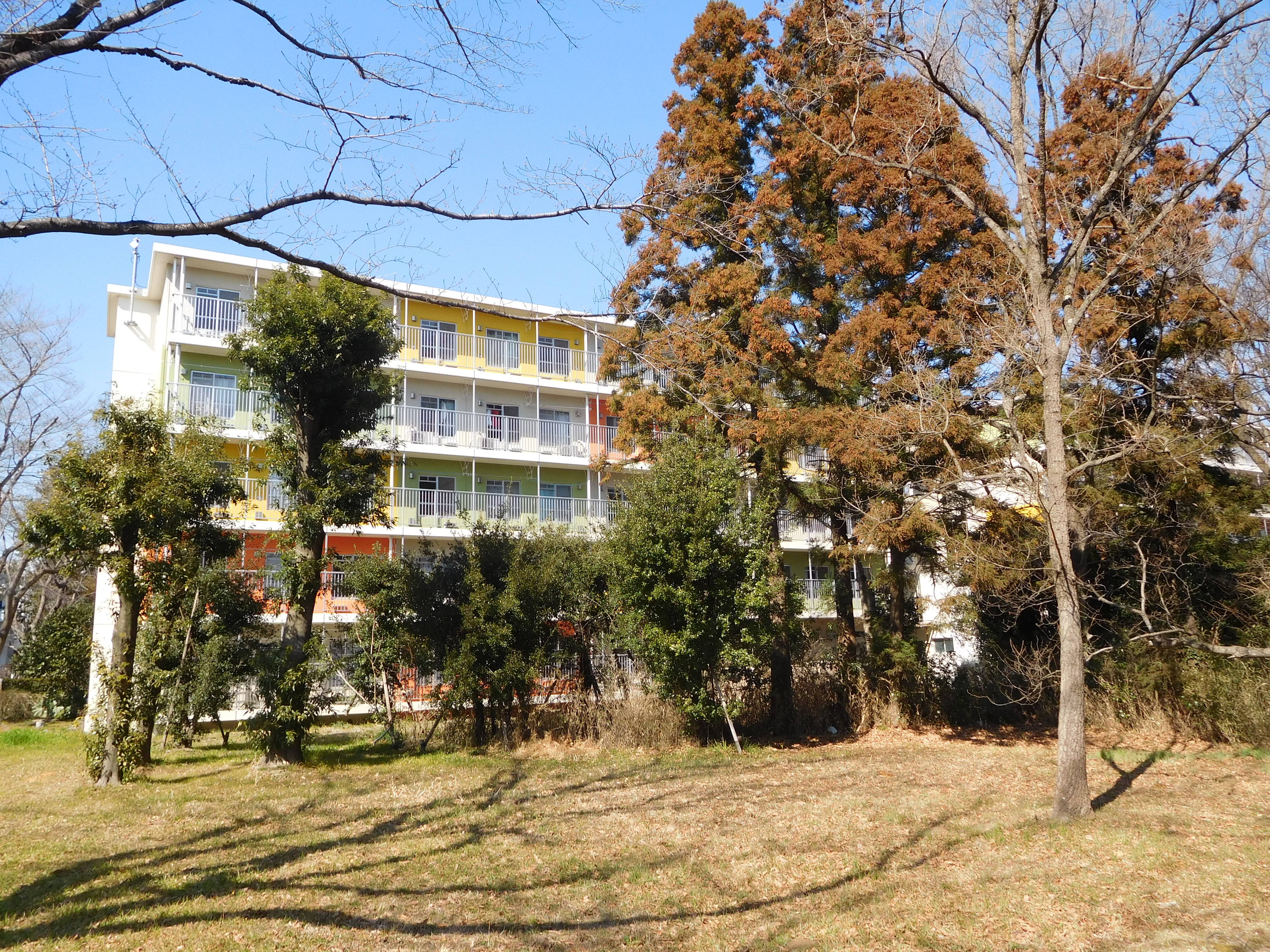
春日学生宿舎

春日学生宿舎 (Kasuga Residence) は、筑波大学春日エリア（つくば市春日一丁目2番地、北緯36度5分17秒 東経140度6分21秒 / 北緯36.08806度 東経140.10583度）にある。同地が図書館情報大学であったころからの宿舎で、筑波大学との統合により引き継がれた。そのため、他の学生宿舎と設備面で異なる部分がある。つくば市中心市街地（吾妻）に最も近い。居住棟は1号棟、2号棟と留学生宿舎の3棟のみである。宿舎名「春日」は立地場所の町名に由来する。
1号棟と2号棟の上階をつなぐ渡り廊下は、もともと1棟すべて男子宿舎として使用していた2号棟の一部（4階および5階）を女子用に転用するため、図書館情報大学時代に増築されたものである。
他の宿舎地区とは違い共用棟はないが、居住棟内に管理事務所と浴室が、福利厚生棟（春日生活センター）に食堂や売店が設置され共用棟と同じ機能を有する。
居室
| 種別       | 面積 (m2) | 入居定員 | 備考       |
| ---------- | --------- | -------- | ---------- |
| 単身用個室 | 10        | 160人    |            |
| 単身用個室 | 18        | 16人     | 留学生宿舎 |
| 夫婦用     | 35        | 2世帯    | 留学生宿舎 |
| 家族用     | 53        | 2世帯    | 留学生宿舎 |

## 特徴
キャンパス内は、各地区毎に施設配置が行われている。北地区には学生宿舎（留学生宿舎も含む）・基盤施設を、中地区には研究および教育関連施設の多くを配置。南地区に学生会館・運動施設・体育科学系施設・芸術学系施設を、西地区に医学系施設と学生宿舎を配置。春日地区はかつての図書館情報大学であり、図書館情報学関連の施設のほか体育館や学生宿舎など、一通りの施設が置かれている。
筑波研究学園都市建設前の地形を生かしているため、学内には池や丘（地元では山というらしい）などがあり、その周辺を散策できるようにもなっている。

## 交通
鉄道
- 首都圏新都市鉄道つくばエクスプレス (TX) つくば駅下車
  - 関東鉄道（一部関鉄パープルバス）の路線バス筑波大学循環または筑波大学中央行きに乗車、キャンパス内各停留所下車。所要時間10 - 20分。
  - 春日地区へはA1・A2出口より北西へ徒歩7分程度。
- 東日本旅客鉄道（JR東日本）常磐線の下記の駅から路線バス筑波大学中央行きに乗車、キャンパス内各停留所下車。所要時間20 - 50分。
  - ひたち野うしく駅
  - 荒川沖駅
  - 土浦駅

高速バス
- 東京駅八重洲南口からつくば号「筑波大学」行きに乗車、キャンパス内各停車停留所下車。所要時間約90分。20 - 30分間隔運転。
- つくばセンター停留所（つくば駅前）を発着する高速バスは成田空港（エアポートライナーNATT'S）、羽田空港、水戸等の各系統がある。

自動車
- 常磐自動車道・桜土浦インターチェンジより約8km。
- 圏央道・つくば中央インターチェンジより約8km。